# Burmamajna
Burmamajna (Acridotheres burmannicus) är en asiatisk fågel i familjen starar inom ordningen tättingar. Den inkluderade tidigare vinmajnan (A. leucocephalus) som underart. då med svenska namnet vithuvad majna på den sammanslagna arten. 

## Utseende
Burmamajna är en 21-23 centimeter lång stare med smutsvitt huvud och bröst. Ovansidan är mörk och undersidan grå. Stjärtspetsen är vit och det finns också en vit fläck på vingen. Närbesläktade vinmajna är mörkare grå ovan, med grårosa snarare än mellangrått på nacken och övre delen av manteln, mer beigefärgad stjärtspets, gul näbb med röd näbbrot (burmamajnan har orange näbb med svart näbbrot) samt mer rosa under snarare än grå.

## Utbredning och systematik
Burmamajnan förekommer från Myanmar till centrala Thailand och sydvästligaste Kina (Yunnan). Den behandlas som monotypisk, det vill säga att den inte delas in i några underarter. Tidigare inkluderades vinmajnan (A. leucocephalus) i arten, med svenska namnet vithuvad majna på den sammanslagna arten. Vinmajnan urskildes dock 2016 som egen art av BirdLife International, 2022 av tongivande eBird/Clements och 2023 av International Ornithological Congress.

### Släktestillhörighet
Tidigare placerades den i släktet Sturnus, men flera genetiska studier visar att släktet är starkt parafyletiskt, där de flesta arterna är närmare släkt med majnorna i Acridotheres än med den europeiska staren (Sturnus vulgaris).

## Levnadssätt
Burmamajna förekommer områden med kort växtlighet, som jordbruksområden, grässlätter och trädgårdar. Den lever av insekter och frukt som den söker efter mestadels på marken, men också i träd, i par och små flockar. Arten häckar mellan april och november och lägger flera kullar. Boet är en oordnad samling vegeation som placeras i ett trädhål, i halmtak eller under en takfot.

## Status och hot
Arten har ett stort utbredningsområde och tros öka i antal. Internationella naturvårdsunionen IUCN listar den därför som livskraftig (LC).

## Namn
På svenska kallades arten tidigare burmastare men fick nya namnet vithuvad majna efter att genetiska studier avslöjade dess hemvist bland majnorna. När arten delades upp i två ändrades det svenska namnet återigen av BirdLife Sveriges taxonomikommitté, till det nuvarande.